# Regöly
Regöly est un village et une commune du comitat de Tolna en Hongrie.